# Friedensengel (Mannheim)

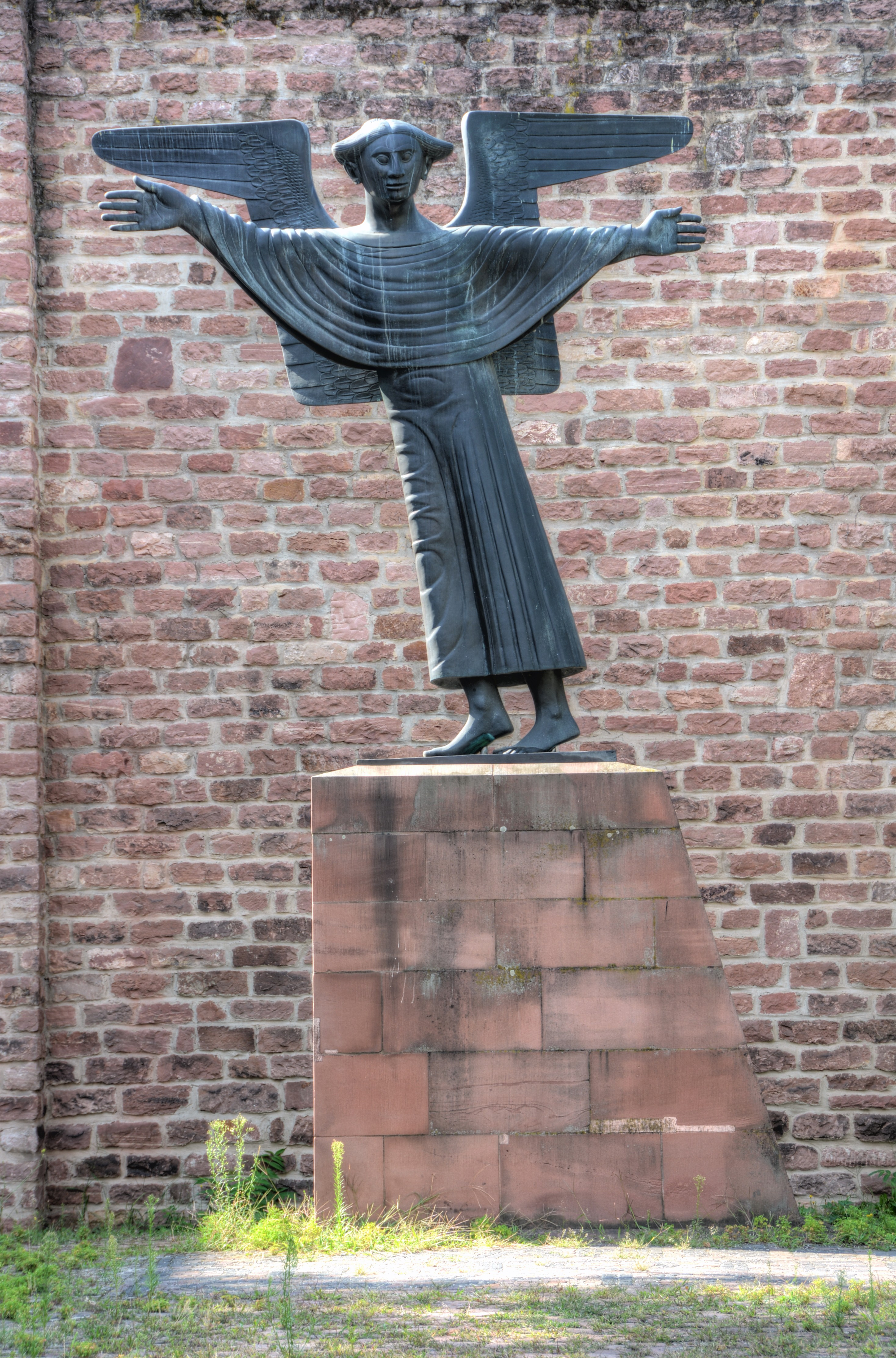
Der Friedensengel (2013)

Der Friedensengel in Mannheim ist ein Denk- und Mahnmal für die Opfer des Nationalsozialismus und des Zweiten Weltkriegs, das 1951/52 von dem Bildhauer Gerhard Marcks geschaffen wurde. Weitere Namen sind Mannheimer Engel und Todesengel; der Volksmund nennt die Skulptur Die schepp’ Liesel (Die schiefe Liesel).

## Vorgeschichte
Im August 1949 stellte die Vereinigung der Verfolgten des Naziregimes (VVN) den Antrag, am Georg-Lechleiter-Platz eine Gedenktafel anzubringen, die an den Widerstandskämpfer Lechleiter und die mit ihm Hingerichteten erinnert. Im Zuge der Debatte um den Antrag wurde der Kreis der auf der Gedenktafel erwähnten Opfer des Nationalsozialismus um alle erweitert, die aus politischen, religiösen oder rassischen Gründen verfolgt wurden, in Konzentrationslagern inhaftiert waren, aus Mannheim deportiert wurden und andernorts starben. Dies fand Zustimmung der VVN.
Im August 1950 wollte der sozialdemokratische Oberbürgermeister Hermann Heimerich die Opfer des Weltkrieges miteinbezogen wissen; auch stellte er die Eignung des Lechleiter-Platzes in der Schwetzingerstadt in Frage. Heimerich strebte einen einheitlichen Gedenktag für den Kampf gegen den Nationalsozialismus und die zivilen und militärischen Opfer des Krieges an, gedacht als Verpflichtung zur politischen Erneuerung und Friedfertigkeit. Ende 1950 schlug der Oberbürgermeister ein Denkmal am Schillerplatz in der Innenstadt vor.
Heimerichs Vorstellungen fanden Unterstützung bei CDU und SPD. Der CDU-Gemeinderat und NS-Verfolgte Florian Waldeck meinte, vor der Majestät des Todes sollten die Parteischranken einmal fallen. Eine Gegenposition vertrat die KPD-Gemeinderätin Anette Langendorf, deren Mann als Mitglied der Lechleiter-Gruppe hingerichtet worden war und die selbst im KZ inhaftiert war. Langendorf befürwortete ein Denkmal für die Opfer des Krieges, gab aber zu bedenken, dass unter den Opfern des Krieges „Leute dabei gewesen [waren], die mit großem Elan und großer Begeisterung für Hitler in den Krieg gezogen sind und genau das Gegenteil von dem wollten, wofür Widerstandskämpfer ihr Leben freiwillig geopfert haben.“ In der Mannheimer Bevölkerung, insbesondere bei den Soldatenverbänden, löste die Idee einer gemeinsamen Erinnerung erhebliche Widerstände aus.
Der Gemeinderat stellte die Mittel für ein Denkmal der Opfer der Jahre 1933 bis 1945 bereit; ein KPD-Antrag für eine Gedenktafel am Lechleiter-Platz wurde zurückgestellt und hatte, als er 1952 wiederholt wurde, keine Realisierungschance.

## Skulptur
Anfang 1951 beauftragte die Stadt Gerhard Marcks mit Entwürfen für das Denkmal. Marcks, seinerzeit einer der bedeutendsten deutschen Bildhauer, war von den Nationalsozialisten in der Ausstellung „Entartete Kunst“ diffamiert worden. Nach der Befreiung schuf Marcks das Mahnmal Fahrt über den Styx auf dem Friedhof Hamburg-Ohlsdorf, an seiner Plastik Die Trauernde in Köln sollten sich seine Entwürfe orientieren.
Marcks wählte das Motiv eines Engels. Dabei ging er von Vorstellungen der altpersischen Mythologie aus, nach denen der Engel des Menschen Sohn ist, der am jüngsten Tag über die Erde fliegt. Der Bildhauer hatte bereits 1937 und 1940 zwei Engelsskulpturen geschaffen. Letztere, unter dem Eindruck des Todes seiner Schwester entstanden und ihre Gesichtszüge tragend, wurde im Krieg zerstört. In der zweiten Hälfte der 1940er Jahre hatte Marcks mehrere Entwurfsskizzen zu Engelsgestalten gefertigt, bei denen er eine stärkere Stilisierung und Ornamentalisierung anstrebte.
Der Mannheimer Engel ist bis auf das vollplastische Haupt stark reliefhaft aufgebaut; er breitet seine Arme vor seinen Flügeln aus. Die Schräge der Vertikalachse erweckt zusammen mit den angehobenen Füßen den Eindruck eines schwebenden Engels. Flügel und Gewand des Engels sind mit parallelen Linien gezeichnet. Seine linke Hand ist leicht zurückgebogen, seine rechte leicht angehoben. Der Direktor der Mannheimer Kunsthalle, Walter Passarge, sah „im schmerzvoll verhaltenen Ausdruck des herben Anlitzes mit den riesigen, ‚bannenden‘ Augen“ ein „Übermaß des Leidens“. Zusammen mit der Inschrift – „Es mahnen die Toten“ und „1933–1945“ – sei es die leidenschaftliche Mahnung an die Überlebenden. Laut dem Historiker Christian Peters schlägt der Engel den Betrachter in den Bann, sperrt sich aber gegen eine schnelle Identifikation. Die Verbindung von künstlerischem Anspruch, ernster Mahnung und politischer Botschaft mache die besondere Qualität des Denkmals aus. Die Inschrift „schloss ein und grenzte nicht aus“; sie machte deutlich, „daß 1945 nicht ohne 1933 denkbar gewesen wäre“.
Bei Oberbürgermeister Heimerich und Mannheimer Gemeinderäten löste Marcks’ Entwurf zunächst Skepsis aus, die später Zustimmung und Bewunderung wich. Ein Gemeinderat meinte, dass mit dem Engel ein Mahnmal entstehe, das auf Jahrhunderte hinaus für Mannheim Symbol und für die Bevölkerung ernste Mahnung sein werde. Im April 1952 stimmte der Mannheimer Verwaltungsausschuss einstimmig für den Ankauf des Kunstwerks. Die drei Meter hohe Engelsfigur wurde im Sommer 1952 von dem Düsseldorfer Bronzegießer Schmäke gegossen und Anfang November auf einem zwei Meter hohen Sandsteinsockel im Quadrat B 4 neben der Jesuitenkirche aufgestellt.

## Einweihung

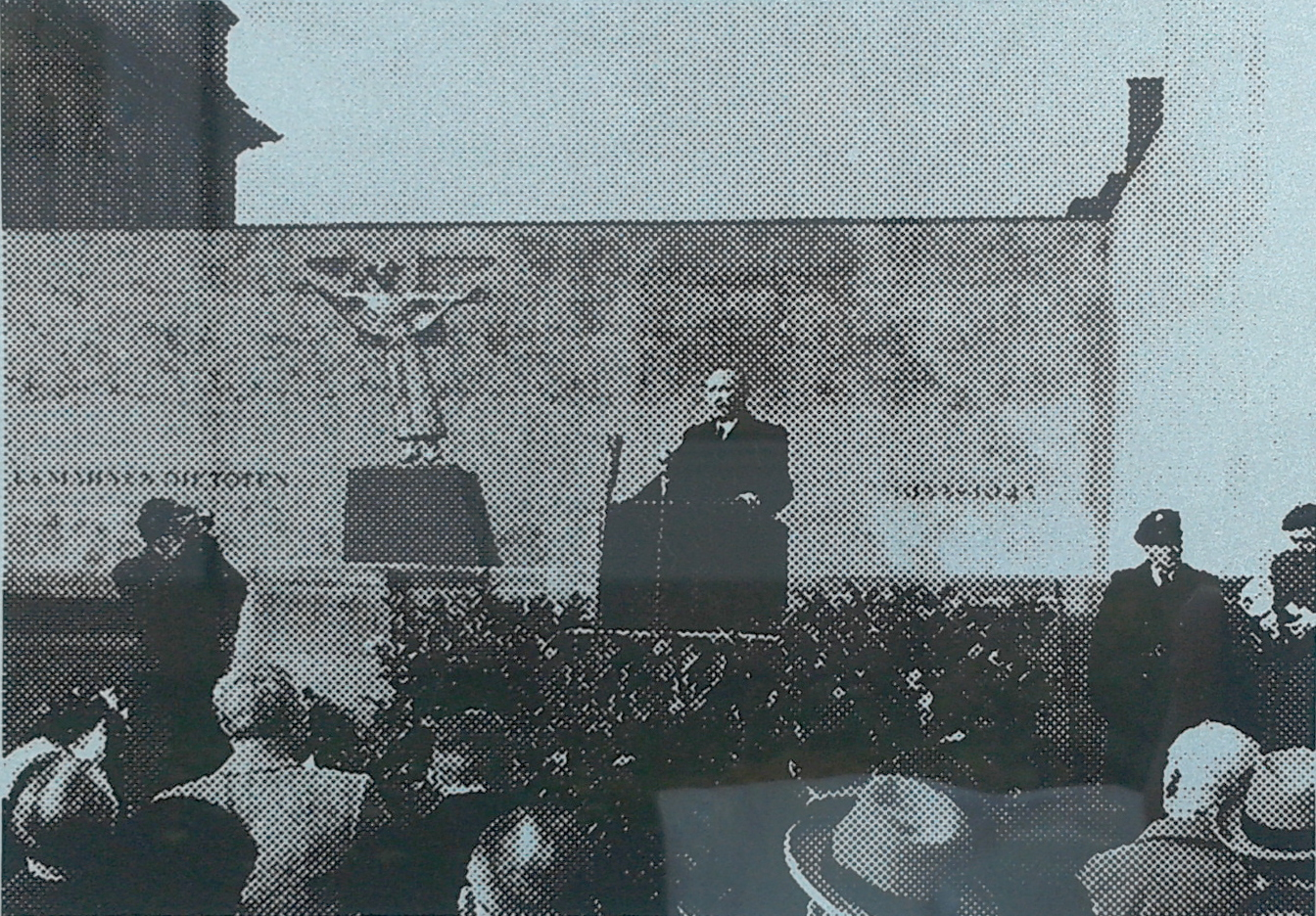
Ansprache Adenauers bei der Einweihungsfeier

Der Friedensengel wurde am 16. November 1952, dem Volkstrauertag, eingeweiht. Vor rund 5000 Besuchern verwies Oberbürgermeister Heimerich auf die historische Bedeutung des Schillerplatzes, des „wohl ehrwürdigsten Platzes“ der Stadt mit dem Vorkriegsstandort des Mannheimer Nationaltheaters, dem Ort der Uraufführung von Schillers „Räuber“, in dem der Dichter der Gewaltherrschaft das Ideal edler Menschlichkeit gegenübergestellt habe. Heimerich nannte die Zahlen der gefallenen und vermissten Soldaten, die in Mannheim stationiert waren, der bei Luftangriffen getöteten Zivilisten und der aus Mannheim deportierten Juden. Er erinnerte an Widerstandskämpfer wie die Lechleiter-Gruppe und gedachte der Flüchtlinge und Vertriebenen, die nach Kriegsende nach Mannheim gekommen waren.
Anschließend hielt Bundeskanzler Konrad Adenauer eine kurze, allgemein gehaltene Ansprache. Nach dem Landesbischof Julius Bender und dem Apostolischen Protonotar Wilhelm Reinhard als Vertreter des Freiburger Erzbischofs sprach Landesrabbiner Robert Raphael Geis. Er führte – so der Historiker Hans-Joachim Hirsch – „die Realität des Holocaust in die Feier ein“:

„Es ist etwa anderes, ob man im Kampf von Mann zu Mann stirbt, ob man bei einem Luftangriff ums Leben kommt oder ob man ein Ende in den Gaskammern des Ostens findet. Und auch das ist noch ein Unterschied, ob man sich irgendwo ein Grab denken kann oder ob es nirgends auf dieser Welt ein Grab mehr gibt, wohin liebende Gedanken pilgern können.“

Im Vorfeld war es zu Auseinandersetzungen zwischen den beiden Veranstaltern der Feierstunde, der Stadt und dem Volksbund Deutsche Kriegsgräberfürsorge, gekommen. Der Volksbund beharrte auf eine zeitversetzte Kundgebung auf dem Mannheimer Hauptfriedhof. Seitens der Stadtverwaltung entstand der Eindruck, dem Volksbund sei die Verbindung des Gedenkens an die Kriegsgräber mit dem an die politischen Opfer „nicht angenehm“. Oberbürgermeister Heimerich erklärte in einem Schreiben an den Volksbund, er habe es schon lange als Missstand empfunden, dass die Gedenktage für die unterschiedlichen Opfergruppen „an verschiedenen Tagen und unter verschiedenen Aspekten begangen wurden“, konnte aber den Volksbund nicht umstimmen.

## Gedenkort
1953 fand die Gedenkfeier zum Volkstrauertag in kleinerer Form am Friedensengel statt. Vor dem Volkstrauertag 1954 erklärten die Soldaten- und Heimkehrerverbände eindeutig, dass sie bei der Feier nicht zusammen mit den Juden und weiteren Opfern des Nationalsozialismus genannt werden wollten. Als der Stadtverwaltung bekannt wurde, dass die Soldatenverbände eine große Feierstunde auf dem Friedhof vorbereiteten, sagte sie die Veranstaltung am Friedensengel ab, um die Trennung nicht zu verschärfen. Die zunächst allein vom Volksbund veranstaltete Gedenkfeier erhielt in den folgenden Jahren ein zunehmend militärisches Gepräge. Ab 1958 luden die Stadt, der Volksbund und die Arbeitsgemeinschaft soldatischer Verbände, zu der die Hilfsgemeinschaft auf Gegenseitigkeit der Angehörigen der ehemaligen Waffen-SS (HIAG) gehörte, gemeinsam zur Veranstaltung auf dem Friedhof ein. Für den Historiker Christian Peters ist es „mehr als nur ein Ärgernis“, dass ehemalige Mitglieder der Waffen-SS die Mannheimer Bevölkerung und damit auch Überlebende des Holocaust zu einer Veranstaltung aufriefen, bei der auch der Opfer von Verfolgung und Widerstand gedacht wurde.
Zum zehnten Jahrestag des Kriegsendes fand am 7. Mai 1955 am Friedensengel eine „Stunde der Besinnung“ statt, zu der Oberbürgermeister Heimerich den evangelischen Theologen Helmut Gollwitzer einlud. Vor mehreren tausend Menschen mahnte Gollwitzer, „Erinnerung ist Pflicht, auch und gerade wenn sie schmerzt“. Für Gollwitzer stellte sich der Friedensengel „gegen unsere Flucht ins Vergessen, mit der wir das Geschehene ungeschehen machen möchten“.
Zum Volkstrauertag wird am Friedensengel seit 1954 formlos ein Kranz niedergelegt. Im Mai 1983 wurde der Friedensengel an einen weniger prominenten Standort im Quadrat E 6 neben die Spitalkirche versetzt, da am Schillerplatz Wohngebäude errichtet werden sollten. Nach Angaben aus den 1990er Jahren diente der Friedensengel als Ausgangs- oder Zielort bei Aktionen der Friedensbewegung oder antifaschistischer Organisationen.
Die weitreichenden Ziele, die insbesondere Oberbürgermeister Heimerich mit dem Friedensengel verfolgte, wurden kaum erreicht: Sebastian Parzer konstatierte 2008, Heimerich habe als selbst von den Nationalsozialisten Verfolgter ein „anderes Fingerspitzengefühl“ besessen, was sich beispielsweise in seinem Umgang mit der jüdischen Gemeinde Mannheims zeige. Sein mit dem Friedensengel verbundenes Konzept einer zentralen Gedenkfeier in der Stadtmitte habe sich nicht umsetzen lassen. Laut Hans-Joachim Hirsch hatte der Friedensengel alleine schon durch seinen prominenten früheren Standort eine „wichtige Funktion im Gedenken an die Schrecken der Nazizeit“. Der mit dem Denkmal „verbundene Versuch der Einbindung breiter Kreise der Bevölkerung [muss] wenigstens zum Teil als misslungen gelten“. Nicht nur die jüdische Gemeinde müsse sich durch die allgemeine Widmung des Engels düpiert gefühlt haben, so Hirsch 2005. Für Christian Peters wurde mit der Hoffnung auf Erneuerung, für die der Engel stehen sollte, zu viel erwartet. Heimerichs Konzept sei der Versuch gewesen, Widersprüche zu vereinigen, die in der Realität nicht vereinigt werden konnten. Das Aufkommen der Soldaten- und Heimkehrerverbände habe die Schwierigkeiten bei der Begründung einer neuen Tradition des Totengedenkens noch vergrößert. „Das Reden von den Opfern, die öffentliche Thematisierung der Sonderrolle der Verfolgten, störte den Integrationsprozeß von Millionen von Mitläufern des Nationalsozialismus in die bundesdeutsche Demokratie“, so Peters 2001.
Die Rhein-Neckar-Zeitung sah den Friedensengel bereits im November 1954 „dem Schicksal der geistigen Isolation verfallen; ohne die Gemeinde, die sich jährlich um ihn schart, steht er im luftleeren Raum, fehlt ihm die verbindene Funktion“. Oberbürgermeister Heimerich hielt das Mahnmal kurz vor dem Ende seiner Amtszeit im Sommer 1955 für noch nicht ganz im Bewusstsein der Bevölkerung aufgenommen. Gegenüber Helmut Gollwitzer meinte er, die Soldatenverbände „unterscheiden zwischen Helden und Opfern und wollen nicht, daß ihre Helden mit den Opfern gleichzeitig genannt werden“.